# Etnedal
Etnedal è un comune norvegese della contea di Innlandet.